# Culter
A Culter  a csontos halak (Osteichthyes) főosztályának sugarasúszójú halak (Actinopterygii)  osztályába, a pontyalakúak (Cypriniformes) rendjébe, a pontyfélék (Cyprinidae) családjába, és az Cultrinae alcsaládjába tartozó nem.

## Rendszerezés
A nemhez az alábbi 3 faj tartozik.
- Culter alburnus
- Culter oxycephaloides
- Culter recurviceps